# بژژنگک (استان ماسوویان)
بژژنگک (به لهستانی:  Brzeźnik) یک روستا در لهستان است که در گمینا ویژبنو واقع شده‌است.